# حارة كلية الطيران (صنعاء)
حارة كلية الطيران هي إحدى حارات حي معين بمديرية معين إحد مديريات العاصمة اليمنية صنعاء، بلغ تعداد سكانها 1193 نسمة حسب تعداد اليمن لعام 2004.